# Kościół św. Stanisława Kostki w Birczy
Kościół świętego Stanisława Kostki – rzymskokatolicki kościół parafialny należący do dekanatu Bircza archidiecezji przemyskiej.

## Historia i architektura
Obecny świątynia została wzniesiona w latach 1920-1923 według projektu Stanisława Majerskiego, przemyskiego architekta. Budowla nie ma wyraźnych cech stylowych, ale kilkoma elementami (okna, łuki) nawiązuje do architektury romańskiej. Tylko skarpy przyporowe na zewnątrz naw bocznych są dalekim nawiązaniem do architektury gotyckiej. Świątynia jest jednak ciekawie zharmonizowana architektonicznie i stanowi ważny element w pejzażu miejscowości. Wnętrze budowli posiada pięć ołtarzy z okresu późnego barok i rokoka, pochodzących ze starej, rozebranej świątyni drewnianej. Ołtarze swoją architekturą nie bardzo komponują się ze współczesnym neoromańskim wnętrzem, ale dzięki umiejętnemu wystrojowi malarskiemu zostały wtopione w otoczenie i nie rzucają się w oczy niejednolitym stylem.
Świątynia została poświęcona w 1924 roku, natomiast w 1937 roku została konsekrowana przez biskupa Wojciecha Tomakę.

## Galeria

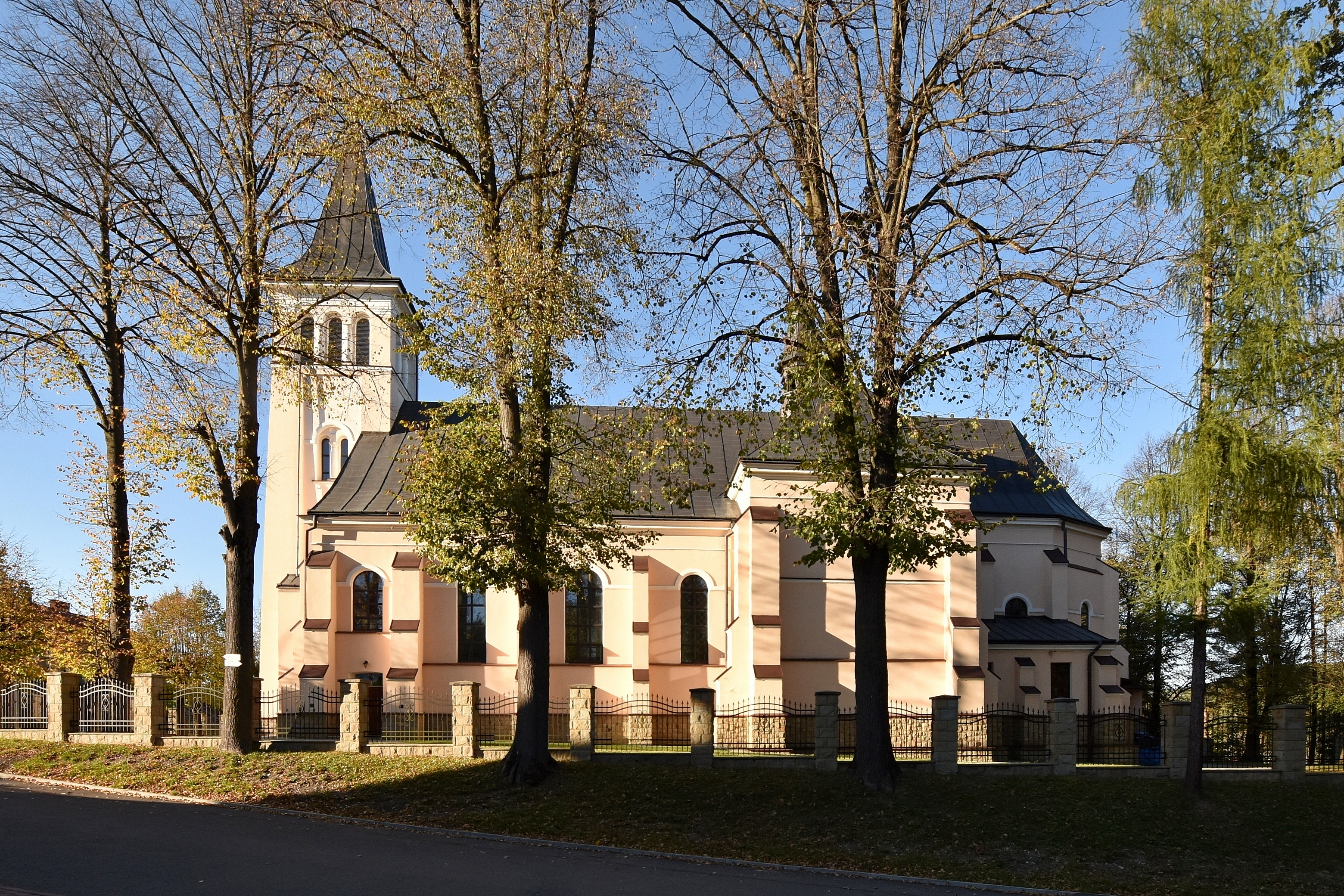
Elewacja biczna
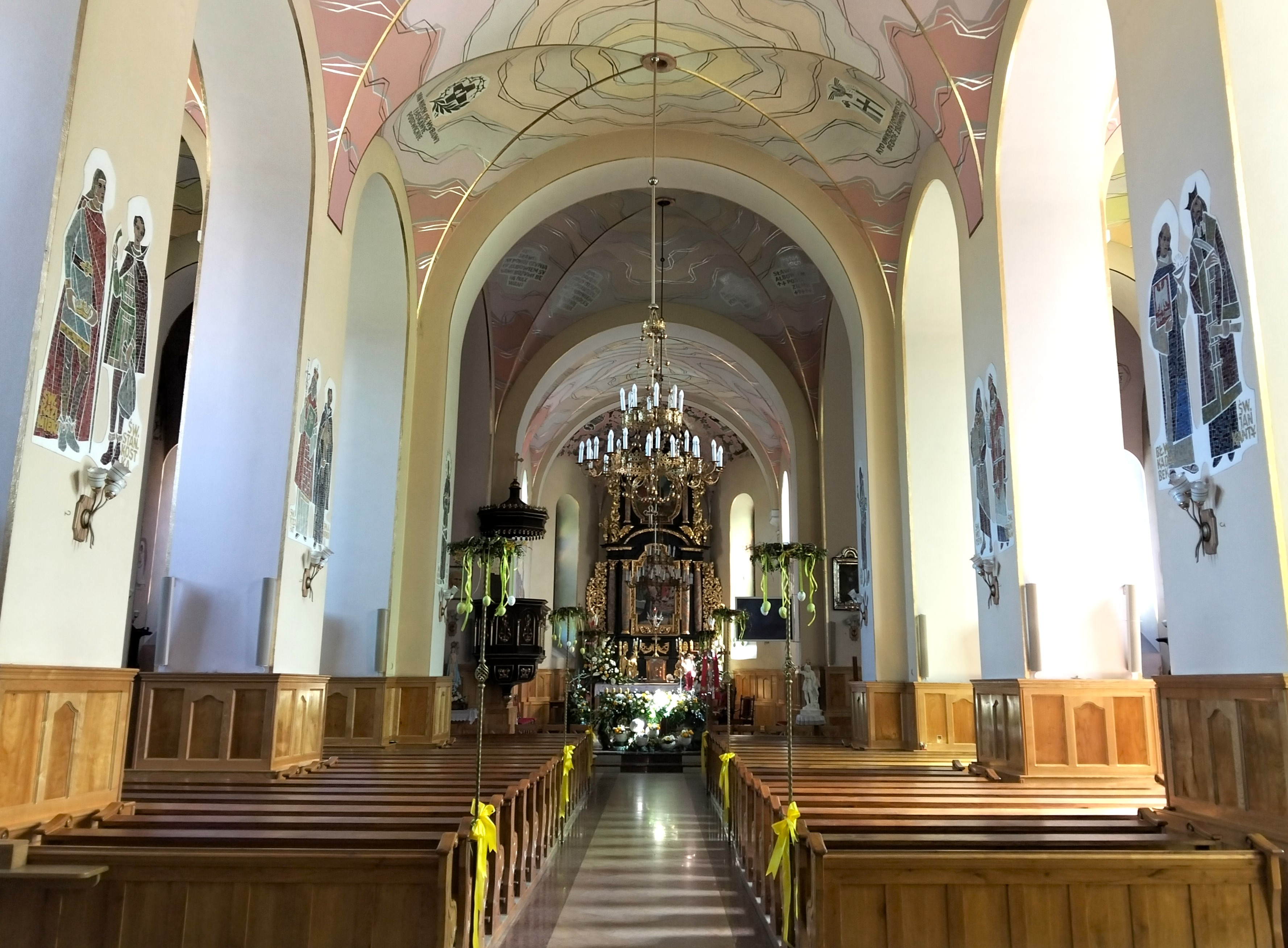
Wnętrze
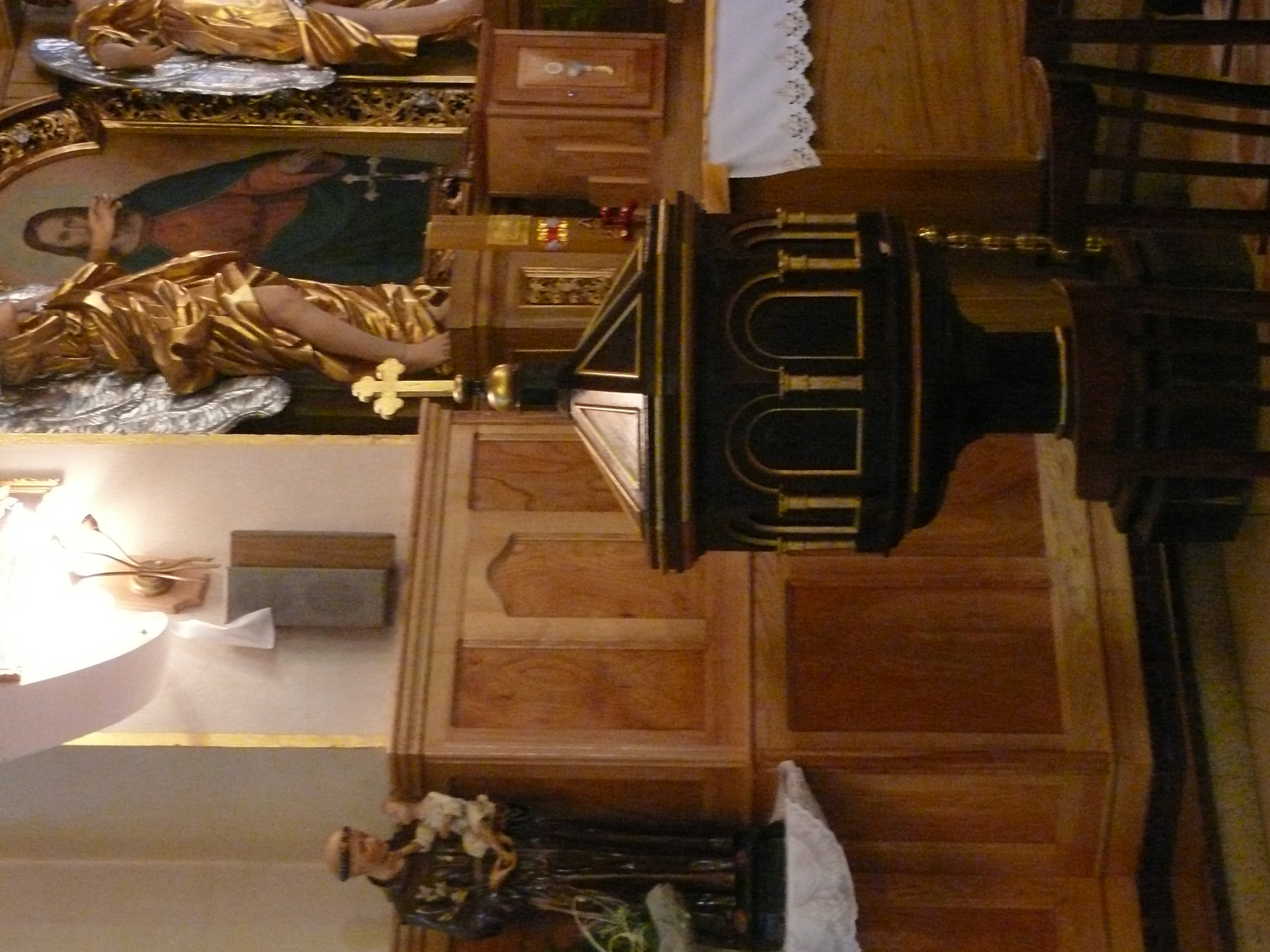
Chrzcielnica
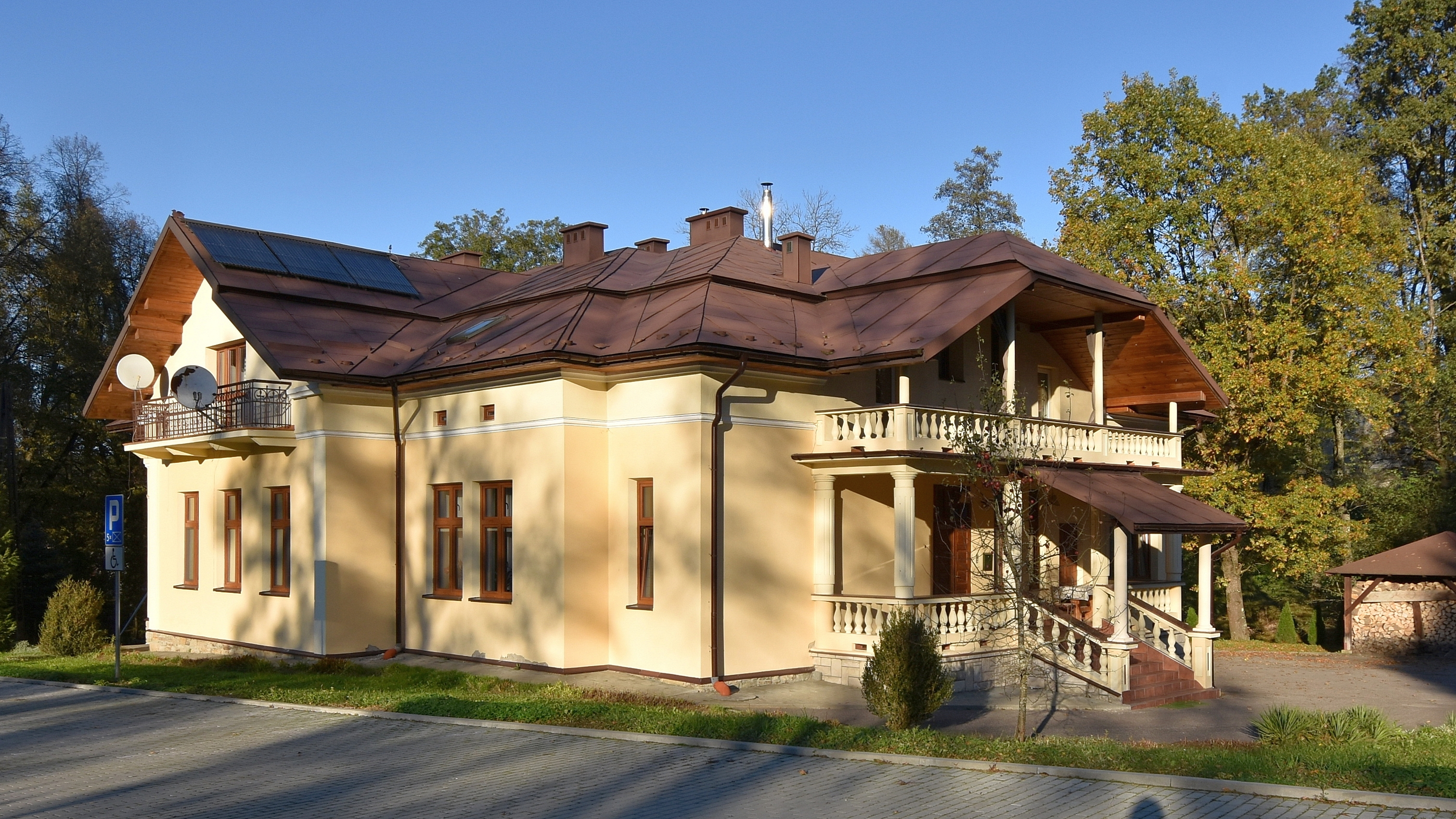
Plebania